# Трипати, Анупам
Анупам Трипати (хинди अनुपम त्रिपाठी, кор. 아누팜 트리파티; род. 2 ноября 1988, Нью-Дели, Индия) — южнокорейский актер индийского происхождения. Снявшись в нескольких фильмах и телешоу, он прославился одной из главных ролей в первом сезоне драматического сериала Netflix «Игра в кальмара» (2021), где сыграл пакистанца Али Абдула / Игрока № 199.

## Биография

### Ранние годы
Анупам Трипати родился в Индии, районе Нью-Дели, 2 ноября 1988 года. Родители относились к среднему классу, не имеют отношения к искусству. Мальчик стал заниматься актерством и увлекся этим занятием после участия в постановке «Спартак». Вступив в Behroop, театральную труппу автора пьес Шахида Анвара, юноша занимался в ней с 2006 по 2010 год.
Заинтересовавшись корейскими дорамами, начинающий артист захотел построить карьеру в Южной Корее. Ему удалось выиграть стипендию KNUA, Сеульского института искусств в 2010 году. Благодаря этому Трипати переехал в Сеул. Не зная корейского языка, студент упорно изучал его, на это ушло два года. Став обладателем диплома бакалавра, Анупам задался целью получить степень магистра.

### Карьера
Начав говорить по-корейски в совершенстве на третьем курсе KNUA, студент стал участвовать в рекламных роликах. В 2014 году он дебютировал в ленте «Ода моему отцу», сыграв эпизодическую роль жителя Шри-Ланки. Творческую биографию Трипати продолжили безымянные персонажи фильмов «Асура: Безумный город», «Счастливый Ключ» (2016), «Мисс и миссис Коп» (2019).
Анупам появился в эпизодах телесериалов «Хроники Асдала», «Незнакомцы из ада» (2019), «Врачебная мудрость» (2020). Чаще всего он изображал мигрантов – рабочих из стран Юго-Восточной Азии, пытающихся ассимилироваться в корейском социуме.
Первая главная роль актера – пакистанский мигрант-нелегал Али Абдул в сериале Netflix «Игра в кальмара». Пытаясь улучшить жизнь жены и маленького ребенка, мужчина решился поучаствовать в игре на выживание под номером 199. Постановщик дорамы Хван Дон Хёк отметил, что выбрал Трипати из-за свободного владения корейским языком и эмоциональной актерской игры. Добродушный Али примкнул к «группе» главного героя Сон Ки Хуна, но был предан одним из новых приятелей.
Сериал быстро набрал популярность: за первые недели количество просмотров перевалило за 142 млн. Актеры, принявшие участие в съемках, тоже стали популярны. В их числе был и Анупам Трипати. Благодаря «Игре в кальмара» актёр стал узнаваем, а число его подписчиков в Instagram выросло с 10 тысяч до 2,8 млн.

### Личная жизнь
Родители артиста остались на его родине. Мать жива, отец умер в 2017 году. Родной язык актёра – хинди. Он также свободно говорит на корейском и английском языках. Трипати не женат. Проживает в Сеуле и продолжает получать образование в Сеульском институте искусств.

## Работы

### Фильмография
| Год  | Название              | Роль                         | Режиссёр    |
| ---- | --------------------- | ---------------------------- | ----------- |
| 2014 | Ода моему отцу        | Молодой мужчина              | Юн Джегюн   |
| 2015 | Телефон               | Чарльз                       | Ким Бон Чжу |
| 2016 | Асура: Безумный город | Индийский рабочий            | Ким Сон Су  |
| 2016 | Счастливый ключ       | Индиец                       | Ли Ке Бёк   |
| 2019 | Мисс и миссис Коп     | Выходец из Саудовской Аравии | Чон Да Вон  |

### Телевидение
| Год  | Название           | Роль                                     | Канал                              | Примечание             |
| ---- | ------------------ | ---------------------------------------- | ---------------------------------- | ---------------------- |
| 2016 | Потомки солнца     | Мужчина, который дает обувь доктору Кан  | Korean Broadcasting System Netflix | 6—7 эпизоды            |
| 2017 | Любовь Пён Хёка    | Человек, который ищет работу для Бён Хёк | Studio Dragon Plot Line            | 1 эпизод               |
| 2019 | Хроники Асдала     | Эпизодическая роль                       | Lee Myung-han (tvN) Netflix        | 1 эпизод               |
| 2019 | Врачебная мудрость | Коллега пациента-иностранца              | Lee Myung-han (tvN)                | 4 эпизод               |
| 2021 | Игра в кальмара    | Али Абдул / Игрок № 199                  | Siren Pictures Inc. Netflix        | 1-й сезон, 1—7 эпизоды |
| 2023 | Король земли       | Принц, гость отеля                       | JTBC                               | 7—8 эпизоды            |

### Театральные постановки
| Год  | Название       | Роль  |
| ---- | -------------- | ----- |
| 2015 | Плохой мальчик | Мазар |